# Дата-центр Covilhã
Дата-центр Covilhã — является одним из крупнейших дата-центров в мире и Европе, и крупнейший в Португалии. Построен и запущен в 2013 году в городе Ковильян и принадлежит компании Altice Portugal.
Победитель в номинации «Лучший дата-центр года» конкурса Global Data Centre & Cloud Awards (2014).

## Описание
Этот один из самых крупных дата-центров Европы известный во всем мире своей архитектурой, инновациями и техническим дизайном расположен в небольшом португальском городе Ковильян.
В конце 2013 года он был построен и введён в эксплуатацию крупнейшим португальским провайдером Portugal Telecom в сотрудничестве с компанией Cisco.
А уже в следующем 2014 году этот дата-центра стал победителем конкурса Global Data Centre & Cloud Awards в номинации «лучший дата-центр года», где главными критериями победы стали инновационность технологий, энергоэффективность, низкое воздействие на окружающую среду, а также метод развертывания и расширения вычислительных мощностей.
В настоящее время ЦОД представляет собой здание в виде куба со сторонами 55 метров, в котором расположились 6 машинных залов, площадью 500 м² каждый. Сейчас запущено первое здание, но в рамках этого проекта в дальнейшем планируется строительство еще трех подобных кубов, где в совокупности с нынешним будет располагаться 50 тысяч серверов.

## Воздействие на окружающую среду
1,5 тысячи мощных солнечных батарей полностью обеспечивают электроэнергией не только сам дата-центр, но и вспомогательное здание с офисами компании. Помимо прочего сотрудники посадили около тысячи деревьев, а на парковке кампуса основное пространство зарезервировано для электромобилей и велосипедов.